# Municipio de Frazier
El municipio de Frazier (en inglés: Frazier Township) es un municipio ubicado en el condado de Divide en el estado estadounidense de Dakota del Norte. En el año 2010 tenía una población de 22 habitantes y una densidad poblacional de 0,24 personas por km².

## Geografía
El municipio de Frazier se encuentra ubicado en las coordenadas 48°46′16″N 103°14′46″O / 48.77111, -103.24611. Según la Oficina del Censo de los Estados Unidos, el municipio tiene una superficie total de 93.36 km², de la cual 90,79 km² corresponden a tierra firme y (2,75 %) 2,56 km² es agua.

## Demografía
Según el censo de 2010, había 22 personas residiendo en el municipio de Frazier. La densidad de población era de 0,24 hab./km². De los 22 habitantes, el municipio de Frazier estaba compuesto por el 100 % blancos. Del total de la población el 0 % eran hispanos o latinos de cualquier raza.